# Sankt Ursen
Sankt Ursen (en francés Saint-Ours) es una comuna suiza del cantón de Friburgo, situada en el distrito de Sense. Limita al norte con las comunas de Tafers y Alterswil, al este de nuevo con Alterswil, al sur con Brünisried, Rechthalten y Tentlingen, y al oeste con Friburgo y Pierrafortscha. 